# کینگزلی کومان
کینگزلی کومان (فرانسوی: kiŋslɛ kɔman‎؛ زادهٔ ۱۳ ژوئن ۱۹۹۶) بازیکن فوتبال اهل فرانسه است که در پست وینگر چپ برای باشگاه النصر در لیگ حرفه‌ای عربستان بازی می‌کند.
کومان که در آکادمی پاری سن ژرمن آموزش دیده بود، در سال ۲۰۱۴ پس از انقضای قراردادش به یوونتوس نقل مکان کرد و در اولین فصل حضورش در ایتالیا، سری آ و کوپا ایتالیا را فتح کرد. در آگوست ۲۰۱۵، او به صورت قرضی به بایرن مونیخ منتقل شد و سپس قراردادش دائمی شد و هشت عنوان قهرمانی بوندسلیگا، سه عنوان قهرمانی جام حذفی آلمان و شش عنوان قهرمانی سوپرجام آلمان را به دست آورد. او با به ثمر رساندن تنها گل فینال مقابل پاری سن ژرمن، قهرمان لیگ قهرمانان اروپا در فصل ۲۰۱۹–۲۰۲۰ شد و در اواخر همان سال، سوپرجام یوفا و جام باشگاه‌های جهان را نیز از آن خود کرد. او در ۱۱ فصل اول حضورش به عنوان یک بازیکن حرفه‌ای، تا فصل ۲۰۲۳–۲۴ بوندسلیگا، عنوان قهرمانی لیگ را از آن خود کرد.
کومان در تیم‌های جوانان فرانسه، زیر ۱۶ سال تا زیر ۲۱ سال، ۳۹ بازی ملی انجام داد و ۱۱ گل به ثمر رساند. او اولین بازی خود را برای تیم بزرگسالان فرانسه در نوامبر ۲۰۱۵ انجام داد و نماینده این کشور در یورو ۲۰۱۶ بود که به فینال رسیدند، همچنین در یورو ۲۰۲۰، جام جهانی ۲۰۲۲ (و دوباره به فینال رسیدند) او در یورو ۲۰۲۴ نیز حضور داشت.

## زندگی‌نامه
پدر و مادر کومان گوآدلوپی هستند.

## آمار

### باشگاهی
آخرین به روز رسانی ۸ آوریل ۲۰۱۶
| باشگاه       | فصل     | لیگ       | لیگ  | لیگ | جام۱ | جام۱ | قاره‌ای | قاره‌ای | دیگر۲ | دیگر۲ | مجموع | مجموع | منابع |
| باشگاه       | فصل     | لیگ       | بازی | گل  | بازی | گل   | بازی   | گل     | بازی  | گل    | بازی  | گل    | منابع |
| ------------ | ------- | --------- | ---- | --- | ---- | ---- | ------ | ------ | ----- | ----- | ----- | ----- | ----- |
| پاری سن ژرمن | ۲۰۱۲–۱۳ | لیگ ۱     | ۱    | ۰   | ۰    | ۰    | ۰      | ۰      | —     | —     | ۱     | ۰     | [ ۶ ] |
| پاری سن ژرمن | ۲۰۱۳–۱۴ | لیگ ۱     | ۲    | ۰   | ۰    | ۰    | ۰      | ۰      | ۱     | ۰     | ۳     | ۰     | [ ۶ ] |
| پاری سن ژرمن | مجموع   | مجموع     | ۳    | ۰   | ۰    | ۰    | ۰      | ۰      | ۱     | ۰     | ۴     | ۰     | —     |
| یوونتوس      | ۲۰۱۴–۱۵ | سری آ     | ۱۴   | ۰   | ۴    | ۱    | ۲      | ۰      | —     | —     | ۲۰    | ۱     | [ ۶ ] |
| یوونتوس      | ۲۰۱۵–۱۶ | سری آ     | ۱    | ۰   | ۰    | ۰    | ۰      | ۰      | ۱     | ۰     | ۲     | ۰     | [ ۶ ] |
| یوونتوس      | مجموع   | مجموع     | ۱۵   | ۰   | ۴    | ۱    | ۲      | ۰      | ۱     | ۰     | ۲۲    | ۱     | —     |
| بایرن مونیخ  | ۲۰۱۵–۱۶ | بوندسلیگا | ۲۰   | ۴   | ۲    | ۰    | ۶      | ۲      | ۰     | ۰     | ۲۸    | ۶     | [ ۶ ] |
| مجموع        | مجموع   | مجموع     | ۳۸   | ۴   | ۶    | ۱    | ۸      | ۲      | ۲     | ۰     | ۵۴    | ۷     | —     |

۱ شامل بازی‌های جام حذفی فوتبال فرانسه و جام حذفی فوتبال ایتالیا.

۲ شامل بازی‌های سوپر جام فوتبال فرانسه و سوپرجام فوتبال ایتالیا.

## آمار ملی

### بازی‌های ملی
تا تاریخ ۱۸ نوامبر ۲۰۲۳
| فرانسه | فرانسه | فرانسه | فرانسه |
| سال    | بازی   | گل     | پاس گل |
| ------ | ------ | ------ | ------ |
| ۲۰۱۵   | ۲      | ۰      | ۰      |
| ۲۰۱۶   | ۹      | ۱      | ۱      |
| ۲۰۱۷   | ۴      | ۰      | ۰      |
| ۲۰۱۹   | ۷      | ۳      | ۰      |
| ۲۰۲۰   | ۴      | ۱      | ۰      |
| ۲۰۲۱   | ۱۰     | ۰      | ۰      |
| ۲۰۲۲   | ۱۰     | ۰      | ۲      |
| ۲۰۲۳   | ۹      | ۳      | ۲      |
| مجموع  | ۵۵     | ۸      | ۵      |

### گل‌های ملی
| شماره | تاریخ           | میزبان | بازی ملی | حریف     | نتیجه | رقابت                         |
| ----- | --------------- | ------ | -------- | -------- | ----- | ----------------------------- |
| ۱     | ۲۹ مارس ۲۰۱۶    | سن-دنی | ۳        | روسیه    | ۴–۲   | دوستانه                       |
| ۲     | ۷ سپتامبر ۲۰۱۹  | سن-دنی | ۱۸       | آلبانی   | ۴–۱   | مقدماتی جام ملت‌های اروپا ۲۰۲۰ |
| ۳     | ۷ سپتامبر ۲۰۱۹  | سن-دنی | ۱۸       | آلبانی   | ۴–۱   | مقدماتی جام ملت‌های اروپا ۲۰۲۰ |
| ۴     | ۱۰ سپتامبر ۲۰۱۹ | سن-دنی | ۱۹       | آندورا   | ۳–۰   | مقدماتی جام ملت‌های اروپا ۲۰۲۰ |
| ۵     | ۱۷ نوامبر ۲۰۲۰  | سن-دنی | ۲۶       | سوئد     | ۴–۲   | لیگ ملت‌های اروپا ۲۱–۲۰۲۰      |
| ۶     | ۱۷ اکتبر ۲۰۲۳   | لیل    | ۵۳       | اسکاتلند | ۴–۱   | دوستانه                       |
| ۷     | ۱۸ نوامبر ۲۰۲۳  | نیس    | ۵۴       | جبل طارق | ۱۴–۰  | مقدماتی جام ملت‌های اروپا ۲۰۲۴ |
| ۸     | ۱۸ نوامبر ۲۰۲۳  | نیس    | ۵۴       | جبل طارق | ۱۴–۰  | مقدماتی جام ملت‌های اروپا ۲۰۲۴ |

## افتخارات

### باشگاهی
پاری سن ژرمن
- لیگ ۱(۲):۲۰۱۳–۲۰۱۲، ۲۰۱۴–۲۰۱۳
- سوپر جام فوتبال فرانسه(۱):۲۰۱۳

یوونتوس
- سری آ(۲):۲۰۱۵–۲۰۱۴، ۲۰۱۶–۲۰۱۵
- جام حذفی فوتبال ایتالیا(۱):۲۰۱۵–۲۰۱۴
- سوپرجام فوتبال ایتالیا(۱):۲۰۱۵
- لیگ قهرمانان اروپا: نایب قهرمان ۱۵–۲۰۱۴

بایرن مونیخ
- بوندس‌لیگا(۷):۲۰۱۶–۲۰۱۵، ۲۰۱۷–۲۰۱۶، ۲۰۱۸–۲۰۱۷، ۲۰۱۹–۲۰۱۸، ۲۰۲۱–۲۰۲۰، ۲۰۲۲–۲۰۲۱، ۲۰۲۲–۲۰۲۳
- جام حذفی فوتبال آلمان(۳): ۲۰۱۶–۲۰۱۵، ۲۰۱۹–۲۰۱۸، ۲۰۲۰–۲۰۱۹
- سوپر جام فوتبال آلمان(۶):۲۰۱۶، ۲۰۱۷، ۲۰۱۸، ۲۰۲۰، ۲۰۲۱
- لیگ قهرمانان اروپا(۱):۲۰۲۰–۲۰۱۹
- سوپر جام اروپا(۱):۲۰۲۰
- جام باشگاه‌های جهان(۱):۲۰۲۰

### ملی
فرانسه
- جام ملت‌های اروپا: نایب قهرمان ۲۰۱۶

جام جهانی ۲۰۲۲:نایب قهرمان